# Леон (эсминец)
«Леон» (греч. Λέων) — греческий эскадренный миноносец типа «Аэтос», принимавший участие в Балканских войнах, а также в Первой мировой и Второй мировой войнах. 

## Постройка
Строился, как и три других корабля серии, по заказу Аргентины на верфи Cammell Laird. Аргентинцы нарекли корабль Tucuman. В 1912 году все корабли серии были срочно выкуплены Грецией за 148 000 фунтов стерлингов каждый. Греция желала усилить свой военно-морской флот ввиду надвигавшихся Балканских войн.
Другими кораблями этой серии греческих эсминцев были «Аэтос», «Пантир» и «Иэракс». За этой серией эсминцев на греческом флоте закрепилось имя «звери» (греч. Θηρία).

## Служба
Эсминец поднял греческий флаг 19 мая 1912 года, будучи ещё в Англии и с иностранным экипажем на борту. Иностранный экипаж перегнал эсминец в Алжир, где его и другие корабли серии ожидало мобилизованное судно обеспечения «Иония» (греч.Ιωνία) с греческими экипажами на борту. При приёме незнакомого для него корабля греческий экипаж столкнулся с огромными трудностями, которые усугублялись тем, что все инструкции, надписи и документы были на испанском языке. Несмотря на это, корабль был освоен экипажем и отошёл из Алжира через 24 часа. «Звери» прибыли в Грецию сразу после начала войны.
В ходе Балканских войн были приобретены только основные боеприпасы (3000 снарядов). В силу того что флот не мог обеспечить эти корабли торпедами, они назывались в этот период не эсминцами, а разведывательными кораблями. Капитаном «Леона» в годы Балканских войн был коммандер (капитан 2-го ранга) И. Разикоцикас, одновременно «Леон» был флагманом эскадры разведывательных кораблей под командованием капитана Д. Папахристоса. 3/16 декабря 1912 года «Леон» вместе с тремя другими «зверями» в составе греческого флота, ведомого флагманом броненосцем «Авероф» под командованием адмирала Кунтуриотиса, принял участие в греческой победе над турецким флотом у Элли.
9/22 декабря все четыре «зверя» и подводная лодка «Дельфин» приняли участие в непродолжительном морском бою, перехватив пытавшихся выйти из Дарданелл турецкий крейсер «Меджидие» и четыре турецких эсминца. В ходе этого боя «Дельфин» атаковала торпедами «Меджидие»
5/18 января «Леон», патрулировавший вход в Дарданеллы, дал сигнал греческому флоту о попытке турецкого флота выйти в Эгейское море. «Звери» вместе с четырьмя греческими броненосцами и пятью эсминцами приняли участие в последовавшей греческой победе над турецким флотом у Лемноса, после которой турецкий флот не посмел более выйти из проливов.
В годы Первой мировой войны эсминец с опозданием был задействован в военных операциях Антанты, по причине первоначального нейтралитета Греции. Все четыре «зверя» были конфискованы союзниками в октябре 1916 года и переданы французам в ноябре, после чего находились в составе французского флота в период 1917—1918 годов.
В 1918 году корабль был возвращён Греции и принимал участие в сопровождении конвоев в Эгейском море. После капитуляции Османской империи «Леон» принял участие в патрулировании и блокаде побережья Чёрного моря от Босфора до Трапезунда.
«Леон» третьим из союзных кораблей после английского «Ментора» и итальянского «Пьемонте» вошёл 11/24 декабря 1918 года в Смирну. Кораблём командовал капитан И. Маврудис. Экипаж водрузил греческий флаг над закрытым в годы войны греческим консульством под ликующие возгласы греческого населения.
В 1919 году «Леон» принял участие в интервенции Антанты на юге России, в поддержку белого движения в Крыму и Украине. 
В ходе межсоюзнических послевоенных трений 23 апреля/6 мая 1919 года союзники в спешном порядке предоставили Греции мандат на оккупацию Смирны, чтобы опередить претензии Италии на этот регион.
27 апреля/10 мая 1-я греческая дивизия из восточно-македонского города Кавала была погружена на пароходы «Патрис», «Фемистокл» и 12 более маленьких судов. «Леон» вместе с греческими эсминцами «Эгли» и «Сфендони», «Логхи», «Алкион» и четырьмя английскими эсминцами сопровождали конвой на случай неприятельских действий итальянского флота.
Штаб 1-й дивизии при высадке в Смирне 2/15 мая располагался на «Леоне». «Леон» был первым кораблём флотилии, ошвартовавшемся в этом освобождённом для греков, оккупированном для турок городе.
22 декабря 1921 года, находясь на якорной стоянке рядом с «Иэраксом» в Пирее, корабль получил серьёзные повреждения от взрыва глубинной бомбы, которую переносили члены экипажа «Леона». Погибли 4 члена экипажа «Леона» и 2 «Иэракса». От взрыва «Леон» полностью потерял корму до кормового орудия. После чего был произведен ремонт корабля.
В период 1925—1927 годов «Леон» прошёл модернизацию. В 1925 году в Англии его 4 твердотопливных котла и 1 котёл на мазуте были заменены на 4 котла Yarrow. Одновременно изменился и его силуэт: вместо 5 дымовых труб на корабле были установлены 2.
Эсминец принял участие во Второй мировой войне. 18 апреля 1941года, сопровождая конвой из Суды в Пирей, эсминец столкнулся с пассажирским судном «АΡΤΕΝΑ». Последовал взрыв двух глубинных бомб, в результате чего эсминец потерял корму, второй раз за 20 лет. Погибли два офицера. Эсминец остался на Крите, где был потоплен немецкой авиацией в бухте Суда 15 мая 1941 года, перед началом сражения за Крит.

## Предшественник
- Леон. Катер. Вошёл в состав флота в 1833 году.

## Наследник
- «Леон II». Бывший американский эсминец «Элдридж», известный по фильмам «Филадельфийский эксперимент» и «Филадельфийский эксперимент 2». Вошёл в состав греческого флота в 1951 году.